# Un complicato atto d'amore
Un complicato atto d'amore (titolo orig. A Complicated Kindness) è il terzo romanzo di Miriam Toews. Acclamato a livello nazionale e internazionale, fu finalista alla premiazione del Scotiabank Giller Prize e vinse il più prestigioso premio letterario del Canada: il Governor General's Award per la Fiction. Dalla sua uscita in Canada, nel 2004, per oltre un anno fu nella lista dei libri più letti e vinse l'edizione del CBC Canada Reads (2006), il primo romanzo di una autrice donna a vincere il premio.

## Trama
Il romanzo è ambientato a East Village, un piccolo paese di religione mennonita, molto simile a Steinbach, dov'è nata la scrittrice. Chi narra è Nomi Nickel, una curiosa e provocatoria ragazzina di 16 anni che sogna Lou Reed nel “vero” East Village di New York. Vive sola con il padre sofferente a seguito della partenza-fuga di metà della famiglia, "la metà più bella": sua sorella maggiore e sua madre. A differenza di suo padre, che è un devoto membro della chiesa del paese, Nomi è ribelle per natura e ciò la porta ad entrare in conflitto con varie autorità della città, in particolare con Hans Rosenfeldt, il parroco bigotto della chiesa del paese.

## Edizioni italiane
- Un complicato atto d'amore, traduzione di Monica Pareschi, Collana Fabula n.168, Milano, Adelphi, 2005, ISBN 978-88-459-1981-7. - Collana Gli alianti n.256, Milano, Marcos y Marcos, 2017, ISBN 978-88-716-8782-7; Collana Einaudi Tascabili. Scrittori, Torino, Einaudi, 2025, ISBN 978-88-062-5690-6.